# Beaumont (historietista)
Angel Julio Gómez de Segura (Calahorra, La Rioja, 7 de octubre de 1922-Barcelona, 21 de noviembre de 1994), que firmaba como Beaumont, fue un historietista español.

## Biografía
En 1941 realiza el servicio militar en Barcelona, donde se establece. Tras crear series femeninas como Merche (1950), trabaja como entintador y luego como dibujante en la serie de El Capitán Trueno.
Para la editorial Sade y con guion de Fariñas publica la colecciones El príncipe de las brumas (1961) y El Rayo de Baal (1962), aunque la serie más conocida de ambos es Zoltán el Cíngaro (1962). También trabajó para Ediciones Galaor.
Creó luego el "Estudio Beaumont" en la localidad de Sardañola del Vallés (Barcelona), del que saldrán adaptaciones de éxitos televisivos como Mazinger Z (1977) o Érase una vez... el hombre (1979), Heide, Marco, Osito Misha. En el estudio, que estuvo abierto hasta el 1994, también trabajó su hija Marutxi Beaumont.

## Obra
| Años | Título                       | Guionista                | Tipo     | Publicación                                |
| ---- | ---------------------------- | ------------------------ | -------- | ------------------------------------------ |
| 1956 | El Capitán Trueno núm. 46-51 | Víctor Mora              | Cuaderno | Bruguera: Dan-Superaventuras               |
| 1957 | El Capitán Trueno            | Víctor Mora              | Serie    | Pulgarcito, El Capitán Trueno Extra (1960) |
| 1961 | El Príncipe de las Brumas    | Enrique Martínez Fariñas | Serial   | S.A.D.E.                                   |